# Beate Wilding

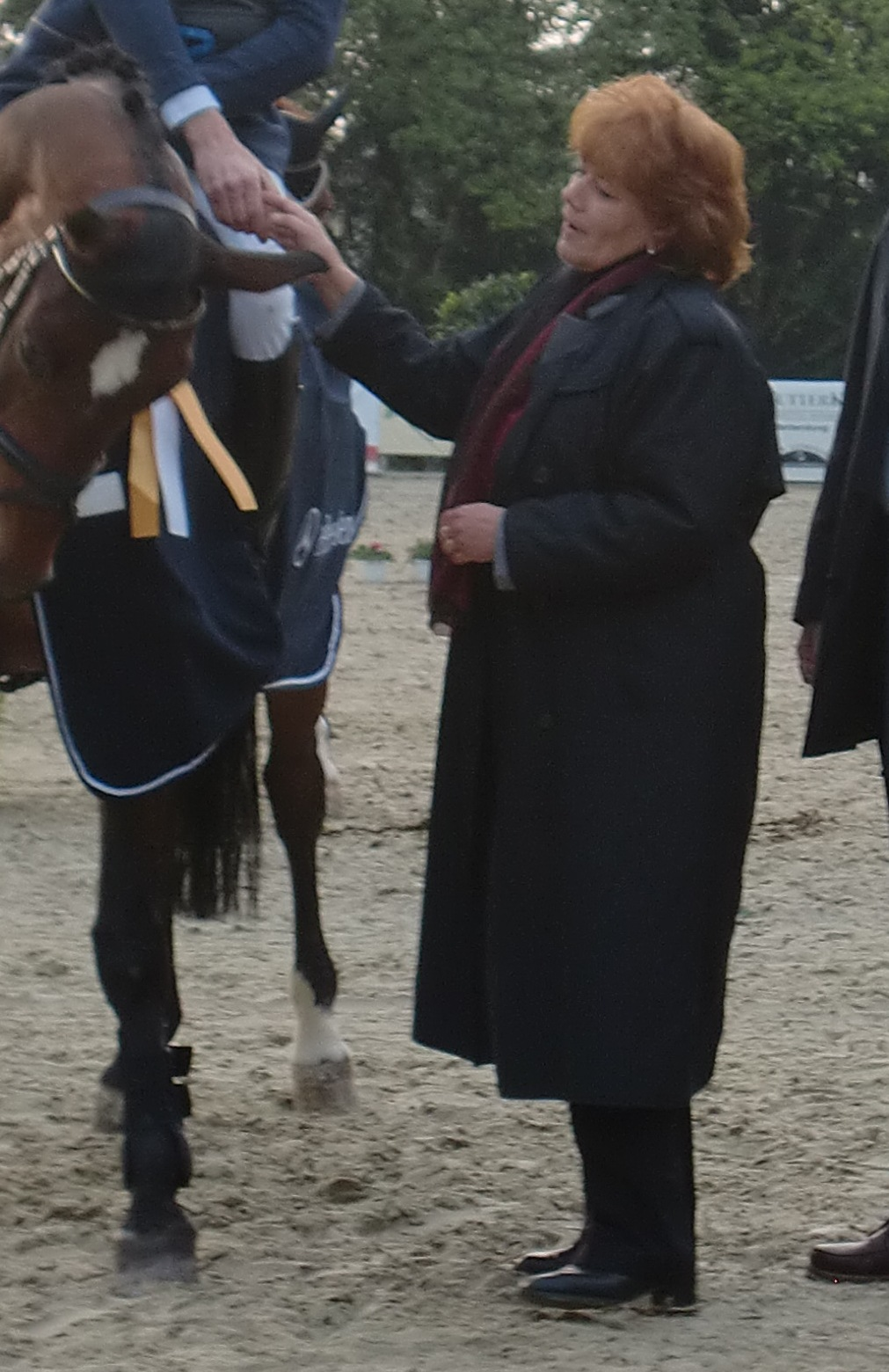
Beate Wilding gratuliert dem Sieger des Großen Preises der Remscheider Reitertage als Schirmherrin der Veranstaltung.

Beate Wilding (* 16. August 1956 in Remscheid) ist eine SPD-Politikerin und war von 2004 bis 2014 Oberbürgermeisterin von Remscheid.
Geboren wurde sie als Beate Buchholz. 1972 begann sie eine Lehre als Einzelhandelskauffrau. Seit 1974 ist sie in verschiedenen Ämtern in der Gewerkschaft HBV aktiv. 1986 trat sie in die SPD ein und wurde 1994 in den Stadtrat von Remscheid gewählt. 1998 wurde sie stellvertretende Vorsitzende der SPD in Remscheid und 1999 zur zweiten Stellvertreterin des Oberbürgermeisters gewählt.
Bei der Kommunalwahl im Herbst 2004 kandidierte sie für das Amt des Remscheider Oberbürgermeisters und erzielte im zweiten Wahlgang ein Ergebnis von 50,1 % gegen den amtierenden Oberbürgermeister Fred Schulz. Am 30. August 2009 wurde sie wiedergewählt. Im November 2013 gab sie bekannt, dass sie ihre bis 2015 währende Amtszeit aus gesundheitlichen Gründen nicht vollständig wahrnehmen und zur mit der Kommunalwahl im Mai 2014 zusammengelegten Wahl des Oberbürgermeisters der Stadt nicht mehr antreten werde.
Wilding ist seit 1978 verheiratet und hat eine Tochter.